# Ad metalla
Ad metalla es la fórmula con que se designaba uno de los más crueles castigos que se aplicaban a los que profesaban el cristianismo. Calistrato lo califica de pena proxima morti.
In ministerium metallicorum era la frase con que se expresaba el destino de los condenados; estos, lo mismo hombres que mujeres, jóvenes que viejos, eran amontonados en las minas en monstruosa confusión, de modo que se daba el caso de hallarse un obispo y sacerdotes entre doncellas en lugares donde sólo y aun confusamente, se percibía la humareda de las antorchas. Antes de ser encerrados en las minas eran sometidos a varios y cruelísimos tormentos; en 257, en África, se les azotaba con varas y se les estigmatizaba la frente, se les roblaba con vigas los pies, que probablemente tenían juntos, al igual de los esclavos de presidio, por una cadena corta que les subía hasta ceñir el cuerpo a la altura de los riñones e impedía todo intento de fuga. En 307, en Palestina, Silvano, sacerdote de Gaza y sus compañeros no partieron a la condena sino después de haberles sido quemados con hierro candente los nervios de una de las corvas, mientras que otros sufrieron varios tormentos humillantes. Al año siguiente el procónsul Firmiliano de Cesarea, al pasar por esta ciudad la cadena de condenados que de las minas de pórfido de la Tebaida iban a las de cobre de Palestina, les hizo abrasar las articulaciones del pie izquierdo y, obedeciendo, según sus palabras, a una orden del emperador, les hizo sacar a todos el ojo derecho a puñetazos; luego les cauterizó las órbitas con hierro candente; varios fieles de Cesárea sufrieron el mismo tormento. En el desempeño de su tarea, los penados arrastraban la vida más miserable: una ración deficiente de pan, absoluta carencia de vestidos y por cama tenían el suelo, con privación absoluta de celebrar la misa.
Ejemplos de minas explotadas por cristianos, mezclados con frecuencia con condenados por crímenes de otros órdenes, los tenemos en Palestina, cuyas minas, según parece, eran las más horrorosas, así como en el Quersoneso, en Cilicia, en la Tebaida, en Egipto, en África y en Cerdeña.